# Lista över fornlämningar i Ulricehamns kommun (Varnum)
Lista över fornlämningar i Ulricehamns kommun (Varnum) är en förteckning av ett urval av de fornlämningar som finns i Varnum i Ulricehamns kommun.
| Namn        | Lämningstyp                 | Tillkomsttid | Historisk indelning   | Plats | Läge                 | ID-nr          | Bild                                 |
| ----------- | --------------------------- | ------------ | --------------------- | ----- | -------------------- | -------------- | ------------------------------------ |
| Varnum 1:1  | Gravfält                    |              | Varnum, Västergötland |       | 57.843594, 13.149487 | 10181400010001 | Ladda upp en bild av detta fornminne |
| Varnum 2:1  | Hällristning                |              | Varnum, Västergötland |       | 57.840541, 13.152589 | 10181400020001 | Ladda upp en bild av detta fornminne |
| Varnum 3:1  | Röse                        |              | Varnum, Västergötland |       | 57.841233, 13.158553 | 10181400030001 | Ladda upp en bild av detta fornminne |
| Varnum 5:1  | Stenkammargrav              |              | Varnum, Västergötland |       | 57.840373, 13.157541 | 10181400050001 | Ladda upp en bild av detta fornminne |
| Varnum 6:1  | Stensättning                |              | Varnum, Västergötland |       | 57.835854, 13.154487 | 10181400060001 | Ladda upp en bild av detta fornminne |
| Varnum 8:1  | Röse                        |              | Varnum, Västergötland |       | 57.842803, 13.156190 | 10181400080001 | Ladda upp en bild av detta fornminne |
| Varnum 9:1  | Stensättning                |              | Varnum, Västergötland |       | 57.842000, 13.160248 | 10181400090001 | Ladda upp en bild av detta fornminne |
| Varnum 10:1 | Röse                        |              | Varnum, Västergötland |       | 57.839304, 13.163341 | 10181400100001 | Ladda upp en bild av detta fornminne |
| Varnum 10:2 | Röse                        |              | Varnum, Västergötland |       | 57.839103, 13.163010 | 10181400100002 | Ladda upp en bild av detta fornminne |
| Varnum 10:3 | Stensättning                |              | Varnum, Västergötland |       | 57.839265, 13.163027 | 10181400100003 | Ladda upp en bild av detta fornminne |
| Varnum 11:1 | Röse                        |              | Varnum, Västergötland |       | 57.840420, 13.166752 | 10181400110001 | Ladda upp en bild av detta fornminne |
| Varnum 12:1 | Stensättning                |              | Varnum, Västergötland |       | 57.841159, 13.165284 | 10181400120001 | Ladda upp en bild av detta fornminne |
| Varnum 12:2 | Röse                        |              | Varnum, Västergötland |       | 57.841471, 13.165897 | 10181400120002 | Ladda upp en bild av detta fornminne |
| Varnum 12:3 | Stensättning                |              | Varnum, Västergötland |       | 57.841099, 13.165102 | 10181400120003 | Ladda upp en bild av detta fornminne |
| Varnum 13:1 | Stensättning                |              | Varnum, Västergötland |       | 57.841786, 13.163805 | 10181400130001 | Ladda upp en bild av detta fornminne |
| Varnum 14:1 | Stensättning                |              | Varnum, Västergötland |       | 57.842432, 13.164457 | 10181400140001 | Ladda upp en bild av detta fornminne |
| Varnum 15:1 | Stensättning                |              | Varnum, Västergötland |       | 57.840905, 13.164585 | 10181400150001 | Ladda upp en bild av detta fornminne |
| Varnum 16:1 | Hög                         |              | Varnum, Västergötland |       | 57.833745, 13.149548 | 10181400160001 | Ladda upp en bild av detta fornminne |
| Varnum 18:1 | Stensättning                |              | Varnum, Västergötland |       | 57.837128, 13.180919 | 10181400180001 | Ladda upp en bild av detta fornminne |
| Varnum 19:1 | Grav markerad av sten/block |              | Varnum, Västergötland |       | 57.838009, 13.181200 | 10181400190001 | Ladda upp en bild av detta fornminne |
| Varnum 20:1 | Stensättning                |              | Varnum, Västergötland |       | 57.837819, 13.187701 | 10181400200001 | Ladda upp en bild av detta fornminne |
| Varnum 21:1 | Röse                        |              | Varnum, Västergötland |       | 57.837961, 13.183589 | 10181400210001 | Ladda upp en bild av detta fornminne |
| Varnum 21:2 | Stensättning                |              | Varnum, Västergötland |       | 57.837762, 13.184315 | 10181400210002 | Ladda upp en bild av detta fornminne |
| Varnum 21:3 | Röse                        |              | Varnum, Västergötland |       | 57.837787, 13.185252 | 10181400210003 | Ladda upp en bild av detta fornminne |
| Varnum 22:1 | Röse                        |              | Varnum, Västergötland |       | 57.837347, 13.171655 | 10181400220001 | Ladda upp en bild av detta fornminne |
| Varnum 22:2 | Stensättning                |              | Varnum, Västergötland |       | 57.837452, 13.171370 | 10181400220002 | Ladda upp en bild av detta fornminne |
| Varnum 23:1 | Gravfält                    |              | Varnum, Västergötland |       | 57.839845, 13.174535 | 10181400230001 | Ladda upp en bild av detta fornminne |
| Varnum 24:1 | Röse                        |              | Varnum, Västergötland |       | 57.839306, 13.172868 | 10181400240001 | Ladda upp en bild av detta fornminne |
| Varnum 24:2 | Hällristning                |              | Varnum, Västergötland |       | 57.839234, 13.173094 | 10181400240002 | Ladda upp en bild av detta fornminne |
| Varnum 25:1 | Stensättning                |              | Varnum, Västergötland |       | 57.842819, 13.176072 | 10181400250001 | Ladda upp en bild av detta fornminne |
| Varnum 25:2 | Stensättning                |              | Varnum, Västergötland |       | 57.842784, 13.175581 | 10181400250002 | Ladda upp en bild av detta fornminne |
| Varnum 26:1 | Röse                        |              | Varnum, Västergötland |       | 57.845281, 13.171145 | 10181400260001 | Ladda upp en bild av detta fornminne |
| Varnum 26:4 | Grav markerad av sten/block |              | Varnum, Västergötland |       | 57.845628, 13.171764 | 10181400260004 | Ladda upp en bild av detta fornminne |
| Varnum 26:5 | Grav markerad av sten/block |              | Varnum, Västergötland |       | 57.845755, 13.171544 | 10181400260005 | Ladda upp en bild av detta fornminne |
| Varnum 27:1 | Gravfält                    |              | Varnum, Västergötland |       | 57.824678, 13.167632 | 10181400270001 | Ladda upp en bild av detta fornminne |
| Varnum 29:1 | Stensättning                |              | Varnum, Västergötland |       | 57.834470, 13.159013 | 10181400290001 | Ladda upp en bild av detta fornminne |
| Varnum 29:2 | Stensättning                |              | Varnum, Västergötland |       | 57.834500, 13.159281 | 10181400290002 | Ladda upp en bild av detta fornminne |
| Varnum 29:3 | Stensättning                |              | Varnum, Västergötland |       | 57.834614, 13.158590 | 10181400290003 | Ladda upp en bild av detta fornminne |
| Varnum 29:4 | Stensättning                |              | Varnum, Västergötland |       | 57.834040, 13.159894 | 10181400290004 | Ladda upp en bild av detta fornminne |
| Varnum 29:5 | Stenkammargrav              |              | Varnum, Västergötland |       | 57.833733, 13.160538 | 10181400290005 | Ladda upp en bild av detta fornminne |
| Varnum 30:1 | Stensättning                |              | Varnum, Västergötland |       | 57.834206, 13.162792 | 10181400300001 | Ladda upp en bild av detta fornminne |
| Varnum 31:1 | Röse                        |              | Varnum, Västergötland |       | 57.833487, 13.182892 | 10181400310001 | Ladda upp en bild av detta fornminne |
| Varnum 31:2 | Grav markerad av sten/block |              | Varnum, Västergötland |       | 57.833434, 13.182727 | 10181400310002 | Ladda upp en bild av detta fornminne |
| Varnum 32:1 | Röse                        |              | Varnum, Västergötland |       | 57.830879, 13.168110 | 10181400320001 | Ladda upp en bild av detta fornminne |
| Varnum 33:1 | Grav markerad av sten/block |              | Varnum, Västergötland |       | 57.827266, 13.144762 | 10181400330001 | Ladda upp en bild av detta fornminne |
| Varnum 36:1 | Stensättning                |              | Varnum, Västergötland |       | 57.825248, 13.175456 | 10181400360001 | Ladda upp en bild av detta fornminne |
| Varnum 38:1 | Stensättning                |              | Varnum, Västergötland |       | 57.805787, 13.185014 | 10181400380001 | Ladda upp en bild av detta fornminne |
| Varnum 38:2 | Stensättning                |              | Varnum, Västergötland |       | 57.805706, 13.184782 | 10181400380002 | Ladda upp en bild av detta fornminne |
| Varnum 53:1 | Röse                        |              | Varnum, Västergötland |       | 57.833110, 13.180393 | 10181400530001 | Ladda upp en bild av detta fornminne |
| Varnum 53:2 | Grav markerad av sten/block |              | Varnum, Västergötland |       | 57.833292, 13.180591 | 10181400530002 | Ladda upp en bild av detta fornminne |
| Varnum 54:1 | Stensättning                |              | Varnum, Västergötland |       | 57.839302, 13.161827 | 10181400540001 | Ladda upp en bild av detta fornminne |
| Varnum 54:2 | Grav markerad av sten/block |              | Varnum, Västergötland |       | 57.839174, 13.161461 | 10181400540002 | Ladda upp en bild av detta fornminne |
| Varnum 59:1 | Hög                         |              | Varnum, Västergötland |       | 57.827962, 13.178373 | 10181400590001 | Ladda upp en bild av detta fornminne |